# William Duthie Morgan
William Duthie Duthie Morgan (Edimburgo, 15 dicembre 1891 – Londra, 13 maggio 1977) è stato un generale britannico.

## Biografia
Morgan divenne ufficiale della Royal Artillery nel 1913. Egli prestò servizio durante la prima guerra mondiale durante la quale ottenne il Distinguished Service Order, la Military Cross e venne nominato in quattro dispacci. Dopo la guerra venne incluso nel servizio attivo in Waziristan e fu per un periodo ufficiale dello stato maggiore del ministero della Guerra di Londra. Nel 1929 venne nominato attaché militare all'ambasciata britannica di stanza a Budapest in Ungheria, ove rimase sino al 1931. Nel 1933, promosso a Maggiore della 19ª brigata a Bordon e nel 1934 divenne capo istruttore della Royal Military Academy di Woolwich.

### Seconda guerra mondiale
Durante la seconda guerra mondiale Morgan inizialmente ebbe il comando di un reggimento di artiglieria della British Expeditionary Force e quindi divenne ufficiale maggiore dello stato maggiore della 1ª divisione in Francia.
Tornato nel Regno Unito venne nominato temporaneamente brigadiere del I corpo. Venendo promosso al rango di colonnello nel maggio del 1941, venne nominato maggiore-generale de facto e nominato comandante della 55ª divisione nel giugno di quell'anno. Nell'ottobre del 1941 egli venne ferito e venne costretto a lasciare il proprio incarico attivo ed a tornare al corrispettivo rango di colonnello. Rimessosi dall'incidente, nel settembre del 1942 Morgan venne nominato tenente generale per divenire capo di stato maggiore delle Home Forces. Quando le forze di terra inglesi vennero riorganizzate nel luglio del 1943 per creare il 21º gruppo d'armate per la pianificata invasione dell'Europa nord-occidentale, Morgan divenne capo di stato maggiore di questo nuovo raggruppamento.

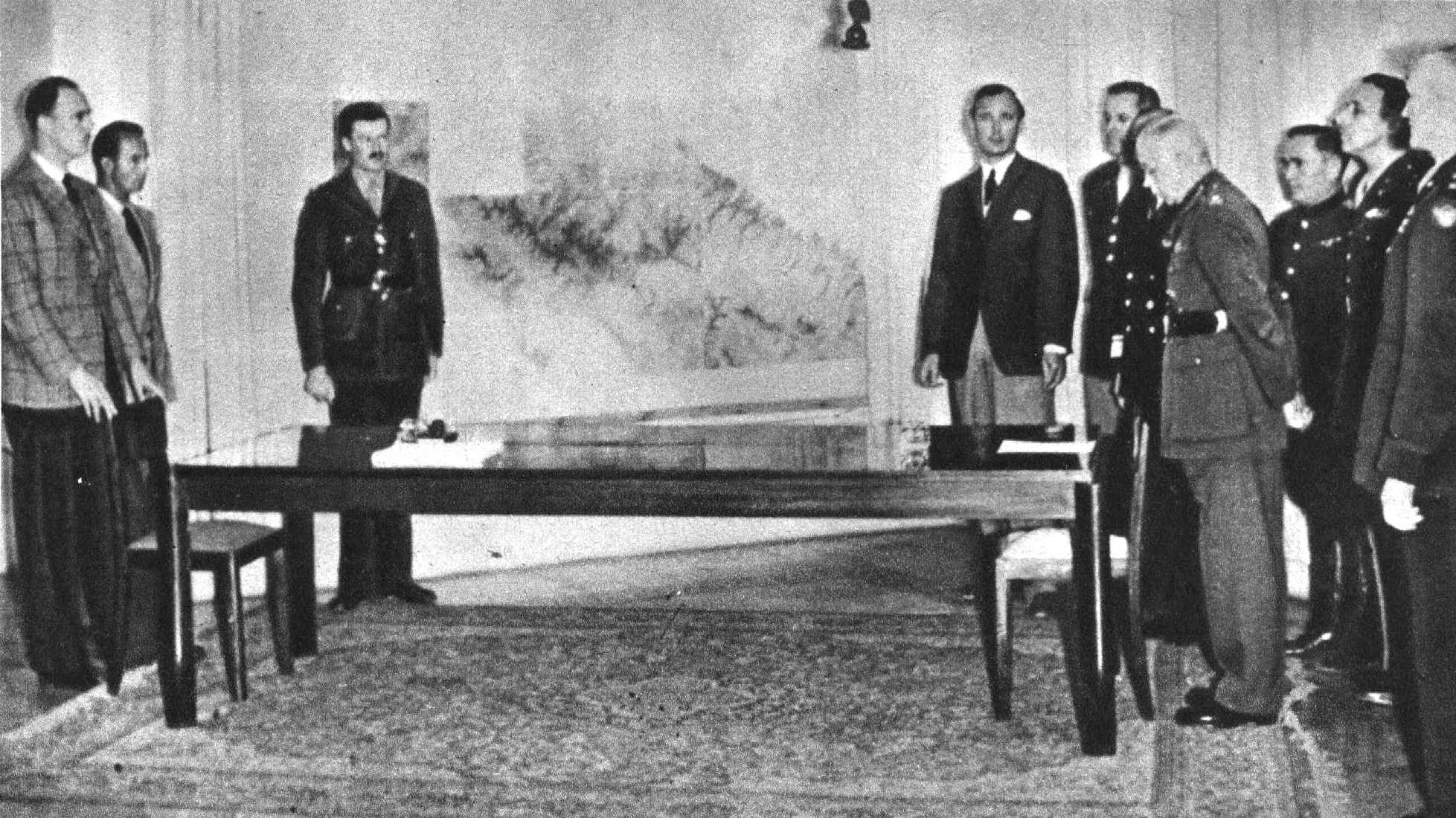
Firma della resa di Caserta il 29 aprile 1945. Il gen. Morgan è a destra vicino al tavolo, rappresentante tutte le forze alleate in guerra in Italia.

Nel 1944 divenne compagno dell'Ordine del Bagno. Nel febbraio 1944 venne nominato comandante in capo del Southern Command, un comando territoriale nell'Inghilterra meridionale. Avanzato al rango di maggiore generale temporaneamente nel 1944, nel marzo del 1945 divenne capo dello stato maggiore del comando supremo alleato nel Mediterraneo, guidato all'epoca dal feldmaresciallo Harold Alexander: in tale veste rappresentò le nazioni alleate alla firma della Resa di Caserta il 29 aprile 1945 tra le forza dell'Asse e gli alleati.

### Dopoguerra
Nel settembre del 1945 venne nominato vicecomandante del comando supremo alleato del Mediterraneo e nell'ottobre successivo succedette ad Alexander nel compito di comandante in capo. In quello stesso ottobre venne nominato cavaliere commendatore dell'Ordine del Bagno.
La linea Morgan, che demarcava l'Italia dalla Jugoslavia, prese il nome da lui. Nell'agosto del 1946 il rango di luogotenente generale divenne permanente e venne promosso generale nel novembre del 1946. Nel 1947 egli divenne comandante di stato maggiore dell'armata britannica a Washington, D.C. e membro della missione Regno Unito-Stati Uniti.. Nel 1949 divenne cavaliere di Gran Croce dell'Ordine del Bagno e si ritirò dall'esercito nel giugno 1950. Successivamente si ritirò a vita privata e morì di vecchiaia nella capitale inglese.